# Campionato del mediterraneo di scherma 2004
Il Campionato del mediterraneo di scherma del 2004 ("2004 Mediterranean Fencing Championships") è stato organizzato dalla Confederazione europea di scherma e si è svolto a Istanbul in Turchia dal 8 al 9 maggio.
Nella categoria juniores del fioretto, si sono aggiudicati i titoli di campione e campionessa del mediterraneo l'italiano Alessandro Meringolo, che ha battuto in finale il tunisino Sammandi, e la greca Anna Pagoulatou, che ha avuto la meglio sulla connazionale Vassiliki Vougiouka.
Nella spada il neo-campione e la neo campionessa juniores sono stati l'italiano Fabio Serpero, che ha battuto in finale l'egiziano El Achely, e l'italiana Federica Stoissa, che ha superato la connazionale Stefania Di Loreto.
Infine, nella competizione di sciabola della categoria juniores, hanno trionfato l'italiano Alberto Pellegrini, superando l'iberico Alejandro Nunez, e l'iberica Araceli Navarro, che ha sconfitto la greca Ioanna Panagiotidou.

## Podi

### Uomini
| Specialità  | Oro                  | Argento         | Bronzo                     |
| Individuali |                      |                 |                            |
| Fioretto    | Alessandro Meringolo | Sammandi        | Riccardo Cinti Ferjani     |
| Spada       | Fabio Serpero        | El Achely       | Boisseau Valerio Stefanone |
| Sciabola    | Alberto Pellegrini   | Alejandro Nunez | Hichem Samandi Robien      |

### Donne
| Specialità  | Oro              | Argento             | Bronzo                               |
| Individuali |                  |                     |                                      |
| Fioretto    | Anna Pagoulatou  | Vassiliki Vougiouka | Serena Di Piero Laure-Agnes Tardivel |
| Spada       | Federica Stoissa | Stefania Di Loreto  | Köksal Marco                         |
| Sciabola    | Araceli Navarro  | Ioanna Panagiotidou | Azza Besbes Irene Vecchi             |

## Medagliere
| Pos.   | Nazione | Oro | Argento | Bronzo | Totale |
| ------ | ------- | --- | ------- | ------ | ------ |
| 1      | Italia  | 4   | 1       | 4      | 9      |
| 2      | Grecia  | 1   | 2       | 0      | 3      |
| 3      | Spagna  | 1   | 1       | 1      | 3      |
| 4      | Tunisia | 0   | 1       | 2      | 3      |
| 5      | Egitto  | 0   | 1       | 0      | 1      |
| 6      | Francia | 0   | 0       | 3      | 3      |
| 7      | Turchia | 0   | 0       | 2      | 2      |
| Totale | Totale  | 6   | 6       | 12     | 24     |